# Černovický potok (přítok Ivanovického potoka)
Černovický potok (německy Seebach) je pravostranný přítok Ivanovického potoka, který odvodňuje malé území na jihovýchodě Brna. Délka vodního toku činí přibližně 3 km. Pramení u náspu železniční trati Brno–Přerov, na severním okraji přírodní rezervace Černovický hájek. Protéká přírodní památkou Ráječek, dále přírodní památkou Holásecká jezera, na jejímž jižním konci se vlévá do Ivanovického potoka.